# Équipe de France de football en 1989
Chronologie
Saison précédente Saison suivante
Cet article traite de l'année 1989 de l'équipe de France de football.
- Dans la continuité de la fin d'année 1988, l'équipe de France enchaîne les résultats négatifs et ne parvient pas à se qualifier pour la Coupe du monde 1990 en Italie. Les Bleus terminent seulement troisième de leur groupe de qualification derrière la Yougoslavie et l'Écosse ; à la fin des éliminatoires, on voit que c'est le point perdu à Chypre qui a coûté la qualification car si ce match avait été gagné par la France, l'Équipe de France se serait qualifiée à la différence de buts par rapport à l'Écosse (+3 pour la France et 0 pour l'Écosse). Mais Michel Platini, nouveau sélectionneur, va monter son équipe autour de Papin et Cantona, et deux nouveaux : Didier Deschamps et Laurent Blanc.

## Les matchs
| Date             | Stade                          | Adversaire            | Score | Comp | Buteurs français                                |
| 7 février 1989   | Dalymount Park Dublin, Irlande | République d'Irlande  | N 0-0 | A    | -                                               |
| 14 février 1989  | Highbury Londres, Angleterre   | Arsenal Football Club | D 0-2 | A    | -                                               |
| 8 mars 1989      | Hampden Park Glasgow, Écosse   | Écosse                | D 0-2 | QCM  | -                                               |
| 29 avril 1989    | Parc des Princes Paris, France | Yougoslavie           | N 0-0 | QCM  | -                                               |
| 16 août 1989     | Malmö Stadion Malmö, Suède     | Suède                 | V 4-2 | A    | Cantona (57e et 87e), Papin (61e et 83e)        |
| 5 septembre 1989 | Ullevaal Oslo, Norvège         | Norvège               | N 1-1 | QCM  | Papin (40e pen)                                 |
| 11 octobre 1989  | Parc des Princes Paris, France | Écosse                | V 3-0 | QCM  | Deschamps (26e), Cantona (63e), Nicol (88e csc) |
| 18 novembre 1989 | Stadium Toulouse, France       | Chypre                | V 2-0 | QCM  | Deschamps (25e), Blanc (75e)                    |

A : match amical. QCM : match qualificatif pour la Coupe du monde 1990.
1. ↑  Match non officiel.

## Les joueurs
| Joueurs                                                  |     |     |     |     |     |     |     |
| Gardiens de but                                          |     |     |     |     |     |     |     |
| Joël Bats (PSG) (dernières sélections)                   | 90  | 90  | 90  | 90  | 90  | 90  | 90  |
| Défenseurs                                               |     |     |     |     |     |     |     |
| Franck Sauzée (OM)                                       | 90  | 90  | 90  | 90  | 90  | 90  | 90  |
| Manuel Amoros (ASM/OM)                                   | 90  | 90  | 90  | 90  | 90  |     | 90  |
| Luc Sonor (ASM) (dernières sélections)                   | 90  | 90  | 90  |     |     |     |     |
| Patrick Battiston (ASM) (dernières sélections)           | 90  | 90  | 90  |     |     |     |     |
| Franck Silvestre (FCSM)                                  | 74  | 90  |     |     | r25 | 90  | 90  |
| Sylvain Kastendeuch (FC Metz) (9e et dernière sélection) | 90  |     |     |     |     |     |     |
| Alain Roche (Girondins de Bordeaux)                      | r16 |     |     |     |     |     |     |
| Basile Boli (AJA) (17e sélection)                        |     |     | 90  |     |     |     |     |
| Yvon Le Roux (PSG) (dernières sélections)                |     |     |     | 90  | 65  | 45  |     |
| Éric Di Meco (OM) (1re sélection)                        |     |     |     | 90  | 90  | 57  |     |
| Bernard Casoni (Toulon)                                  |     |     |     |     |     | r45 | 90  |
| Milieux                                                  |     |     |     |     |     |     |     |
| Laurent Blanc (Montpellier Paillade SC) (1re sélection)  | 67  | 90  | 90  | r21 | r14 |     | r73 |
| Jean-Philippe Durand (TFC/Girondins de Bordeaux)         | 90  | 57  | 45  |     |     | 90  |     |
| Philippe Vercruysse (OM)                                 | r23 |     |     |     |     |     |     |
| Christian Perez (PSG)                                    |     | r17 | 90  | 90  | 90  | 79  | 17  |
| Thierry Laurey (FCSM) (1re et dernière sélection)        |     | 90  |     |     |     |     |     |
| Didier Deschamps (FC Nantes) (1re sélection)             |     |     | r13 | 90  | 90  | 90  | 90  |
| Christophe Cocard (AJA) (1resélection)                   |     |     | r45 |     |     |     |     |
| Bernard Pardo (Girondins de Bordeaux)                    |     |     |     | 90  | 90  | 90  | 90  |
| Jean-Marc Ferreri (Girondins de Bordeaux)                |     |     |     | 69  | 76  | 90  | 90  |
| Daniel Bravo (PSG) (13e et dernière sélection)           |     |     |     |     |     | r11 |     |
| Attaquants                                               |     |     |     |     |     |     |     |
| Stéphane Paille (FCSM) (dernières sélections)            | 45  | r33 | 90  |     |     |     |     |
| Jean-Pierre Papin (OM)                                   | 90  | 90  |     | 90  | 90  |     | 90  |
| José Touré (ASM) (16e et dernière sélection)             | r45 |     |     |     |     |     |     |
| Daniel Xuereb (PSG) (dernières sélections)               |     | 73  | 77  |     |     |     |     |
| Éric Cantona (Montpellier Paillade SC)                   |     |     |     | 90  | 90  | 90  | 90  |